# 리히수
리히수(? ~ )는 조선민주주의인민공화국의 정치인으로 조선로동당 중앙위원회 후보위원이다.

## 경력
1992년 희천공작기계종합기업소 직장장에 임명되었으며, 2010년 9월 조선로동당 중앙위원회 후보위원에 선출되었다. 수도건설총국 총국장을 맡고 있다.

## 기타
2011년 12월 김정일 사망 당시에 국가 장의위원회 위원을 맡았다.